# Trombiculidae
Trombiculidae er en familie af spindlere.
Ifølge Naturbasen.dk omfatter familien tre arter:
- Augustmide (Neotrombicula autumnalis)
- Microthrombidium oudemami
- Trombiculidae indet.